# Dorfkirche Kleinebersdorf (Thüringen)

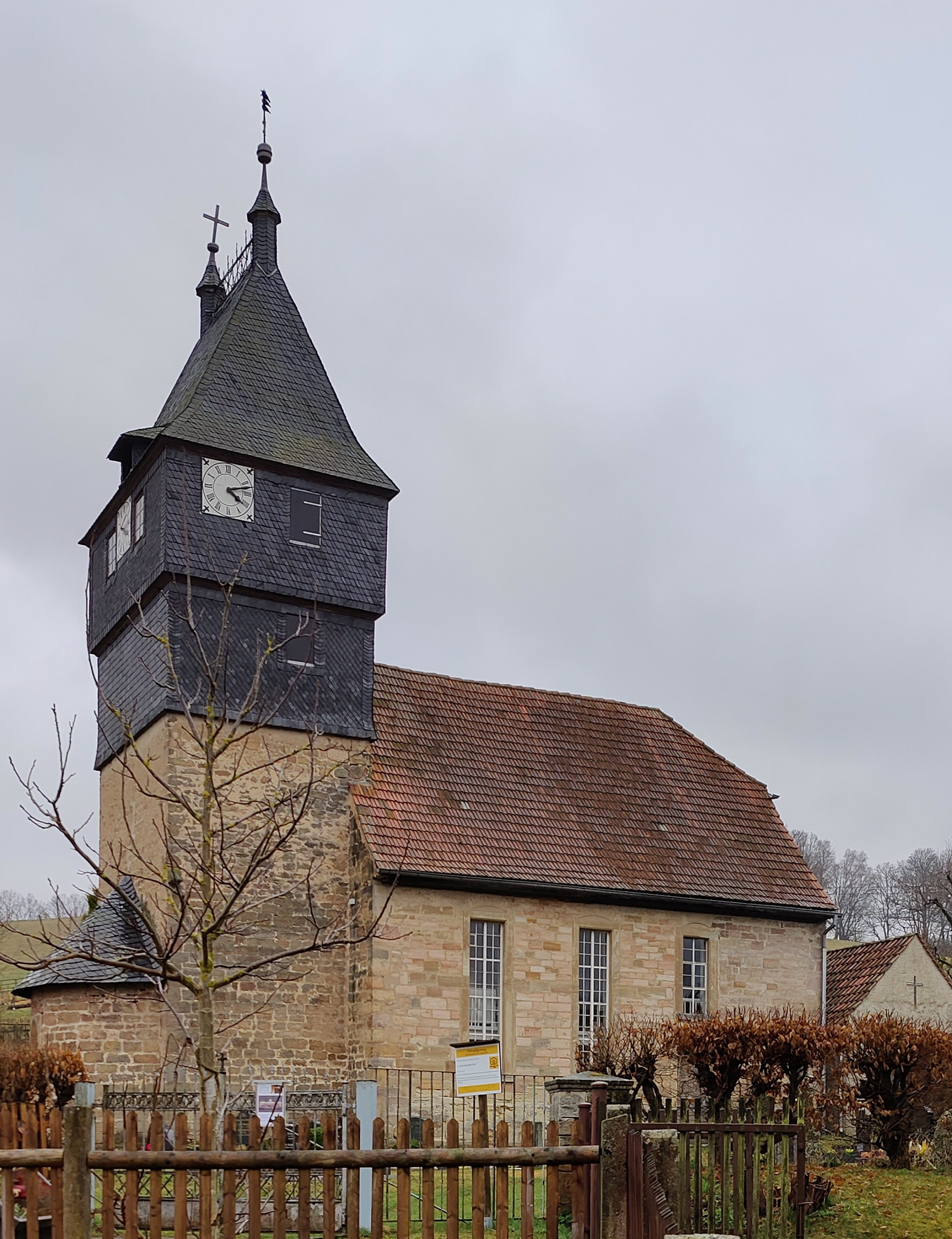
Dorfkirche Kleinebersdorf

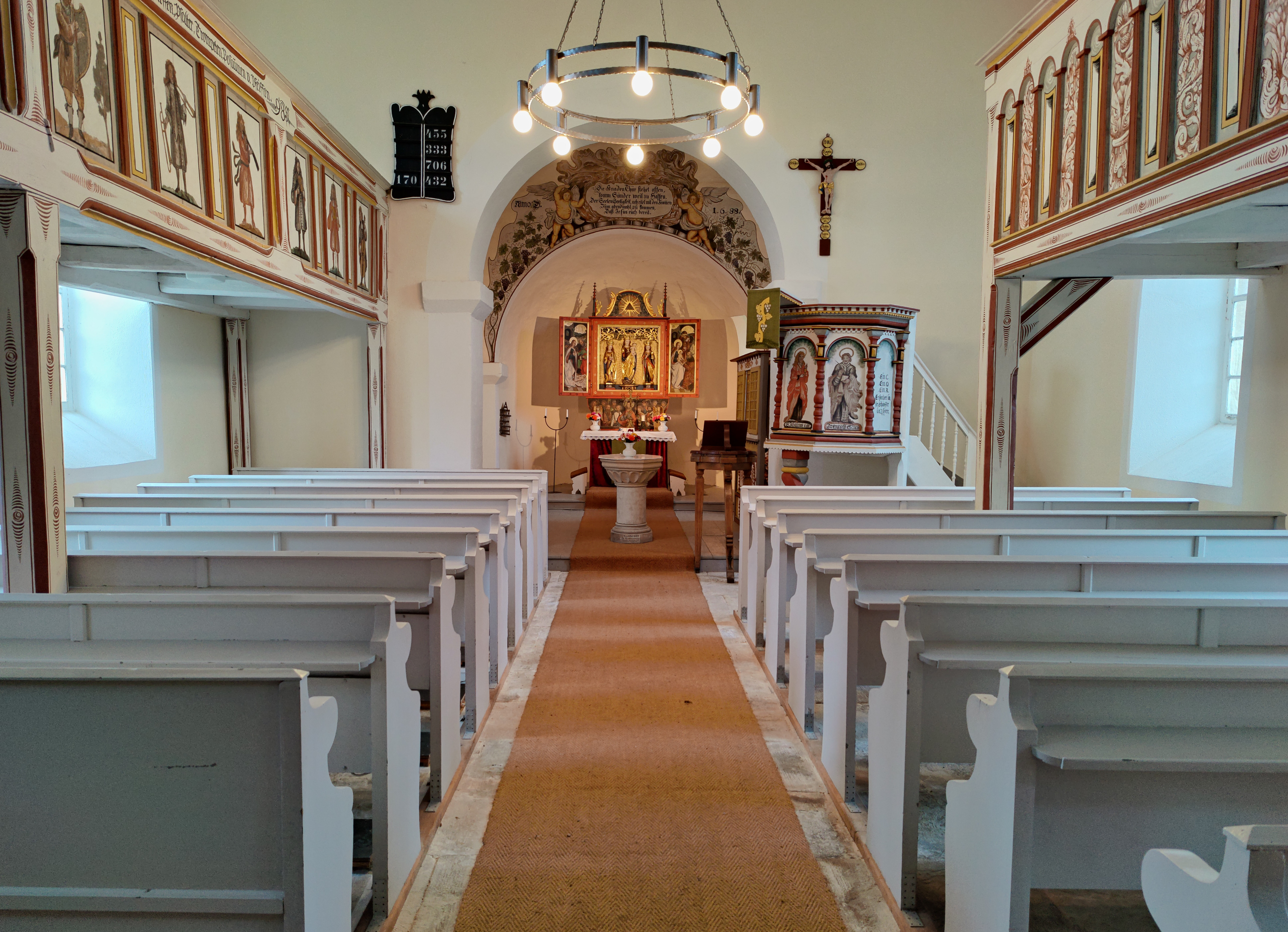
Innenraum (2022)

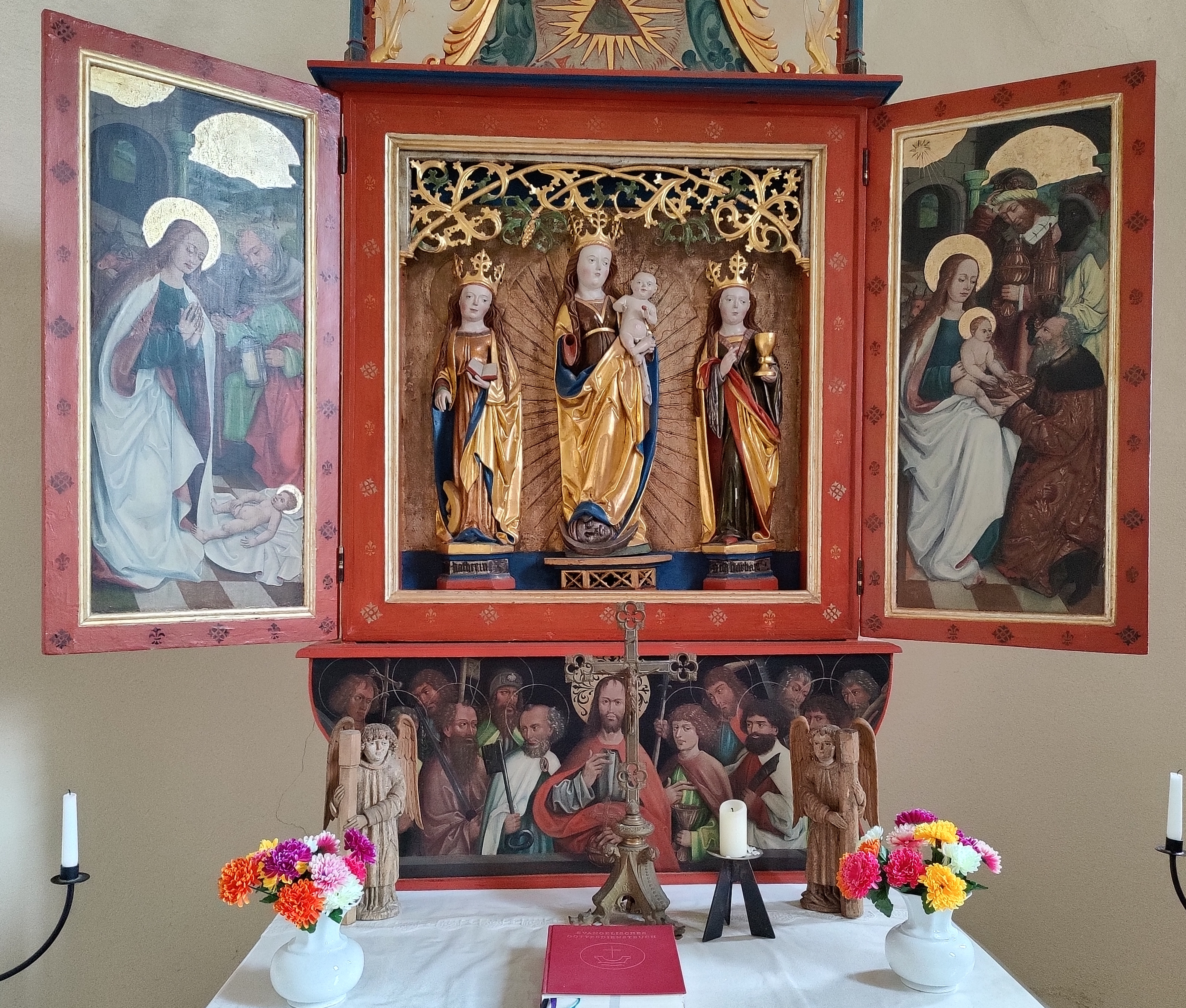
Flügelaltar

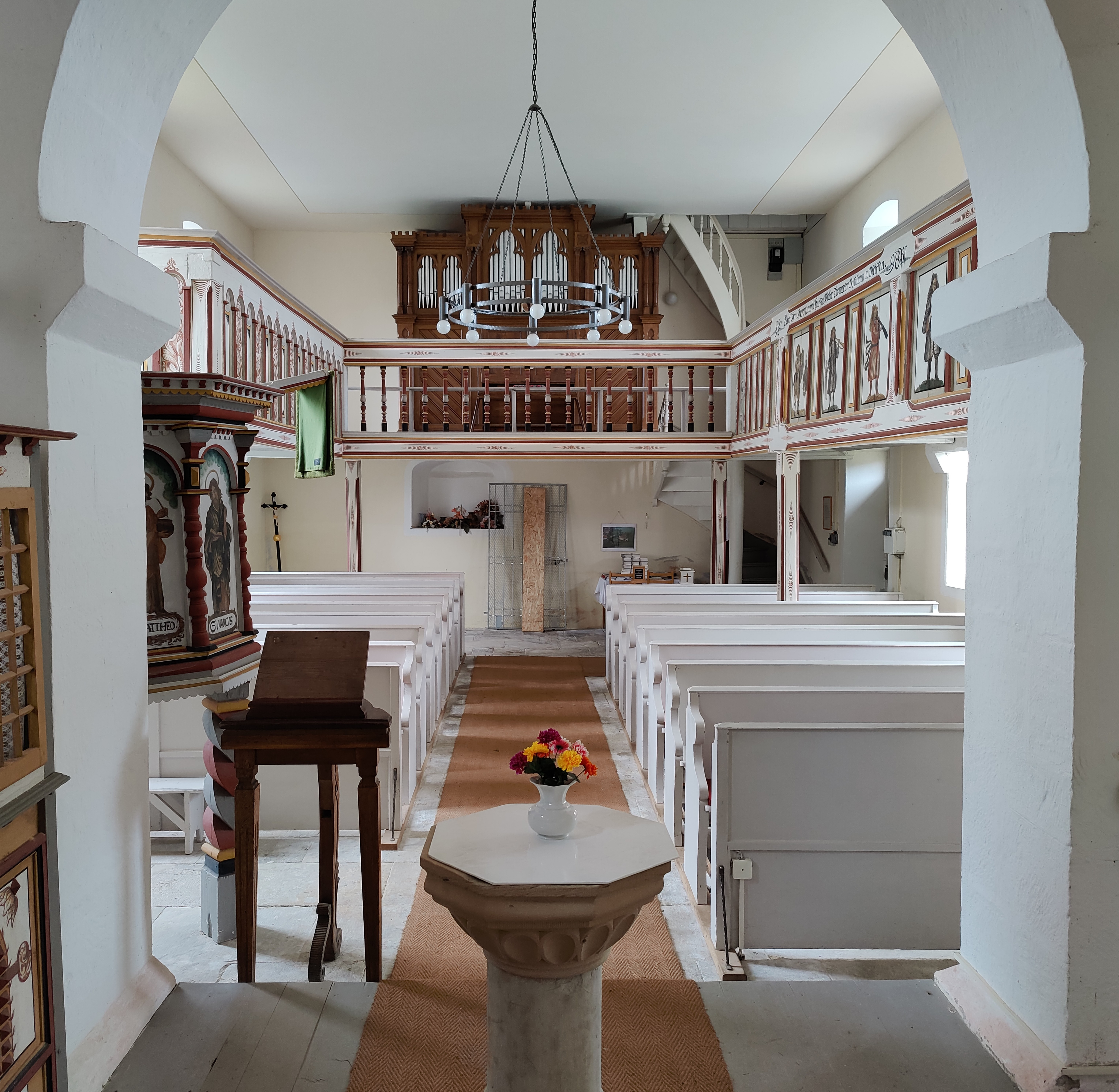
Blick zur Orgel

Die evangelische Dorfkirche Kleinebersdorf ist eine im Kern romanische Saalkirche in der Gemeinde Kleinebersdorf der Verwaltungsgemeinschaft Hügelland/Täler im Saale-Holzland-Kreis in Thüringen. Sie gehört zum Kirchspiel Renthendorf im Kirchenkreis Eisenberg der Evangelischen Kirche in Mitteldeutschland.

## Geschichte und Architektur
Der romanische Bau (Langhaus, Chorquadrat und Apsis) ist in der Tradition des christlichen Kirchenbaues geostet, also in Ost-West-Richtung gebaut worden, wobei der Altarraum im Osten der Kirche im Turm ist. Sie hat einen eingezogenen, querrechteckigen Chorturm mit einer Apsis. Das Untergeschoss des Turms birgt Teile aus dieser Zeit. Die beiden oberen Turmgeschosse wurden vermutlich 1688 in Fachwerkbauweise errichtet und zum Schutz gegen Witterungseinflüsse und feindliche Angriffe mit Schiefer verblendet. Der Turm trägt ein ebenfalls schiefergedecktes Walmdach. Das Dach wird gekrönt von zwei Laternen an den Enden des Giebels und je einer Wetterfahne. Die heutige Form des Langhauses stammt aus dem Jahr 1884. Der Turm steht mittig an der kurzen Ostseite des rechteckigen Langhauses. Das Dach des Kirchenschiffes endet als Krüppelwalmdach und ist ziegelgedeckt. Nach umfangreicher Renovierung wurde die Kirche am 25. Oktober 1992 wiedereingeweiht.

## Ausstattung
Zu Zeiten des Turmumbaus und der Erneuerung des Langhauses (um 1688) erhielt die Kirche den größten Teil der heute noch vorhandenen Ausstattung, wie einer Inschrift im Chorraum zu entnehmen ist. Die beiden Längsseiten der dreiseitigen Empore tragen in den Brüstungsfeldern Malereien in bäuerlichem Malstil: im Süden Blumen- und Fruchtgebinde, im Norden Musikanten. An der Südseite des Durchgangs vom Kirchenschiff in den Altarraum (Triumphbogen) befindet sich der Kanzelkorb mit der volkstümlichen Darstellung der vier Evangelisten. Von vermutlich um 1500 ist der Flügelaltar aus einer Saalfelder Werkstatt. Im Mittelschrein ist Maria mit Kind, Katharina und Barbara zu sehen, auf den Flügeln sind die Verkündigung und die Geburt Jesu sowie die Anbetung der Könige gemalt. Der Altar wurde 1993 restauriert. Zwischen Altar und Triumphbogen steht ein alter Taufstein von 1678. Das Gestühl der Kirche ist schlicht und weiß gestrichen, was den hellen Eindruck des Kircheninneren unterstreicht.

## Orgel
Die Orgel auf der Empore ist ein Werk von Hermann Kopp aus Bürgel aus dem Jahr 1888 mit sechs Registern auf zwei Manualen und Pedal. Nach langer Unspielbarkeit erfolgte 2022 eine Restaurierung durch Ulrich Blumenstein. Die feierliche Wiedereinweihung fand am 9. April 2022 statt. Die Disposition lautet:
| I Hauptwerk C–f3 |    |
| Principal        | 8′ |
| Bordun           | 8′ |
| Octave           | 4′ |

| II Oberwerk C–f3 |    |
| Flöte amabile    | 8′ |
| Viola di Gamba   | 8′ |

| Pedal C–d1 |     |
| Subbaß     | 16′ |

- Koppeln: II/I, I/P

## Varia
Die Kirche ist umgeben von einem fast kreisrunden Friedhof mit Friedhofsmauer. Der weltweit bekannt gewordene Ornithologe Christian Ludwig Brehm und Vater von Alfred Brehm, dem Schöpfer von Brehms Tierleben, wirkte als Pfarrer in Ober- und Unterrenthendorf, in Hellborn (heute in der Gemeinde Renthendorf zusammengefasst) und Kleinebersdorf. Die Pfarreien nannten ihn den „Vogelpastor“.